# Огнетелки
Огнете́лки, или пиросо́мы, или пиросомиды (лат. Pyrosomatida), — отряд оболочников из класса сальп (Thaliacea), включающие единственное семейство Pyrosomatidae. Морские свободноплавающие колониальные животные. Близки к колониальным асцидиям семейства Polycitoridae.

## Строение
Размеры взрослых колоний от нескольких (обычно 20—30) см до 4 м, 8 м и даже 30 м, но обычно они короче. Колония цилиндрическая, полая, открыта на одном конце. Стенки её из стекловидно-прозрачной туники, в которой в один слой располагаются тысячи небольших одинаковых зооидов, по строению похожих на асцидий. Ротовое отверстие каждого из них открывается наружу, клоакальное — в полость колонии. Колония плавает замкнутым концом вперёд. Многие огнетелки имеют бактериальные светящиеся органы и способны к интенсивной люминесценции (отсюда название). Огнетелки светятся в ответ на раздражение, в связи с этим известны свидетельства росписей моряков, сделанных пальцем на огнетелках и светившихся секундами на теле огнетелок. Задняя часть нервного ганглия у огнетелок выполняет светочувствительную функцию.

## Размножение
Половой индивид огнетелки — гермафродит с мужскими и женскими половыми железами, половые продукты которых развиваются в разное время, что предотвращает самооплодотворение. Яйцо развивается и оплодотворяется в теле матери.
В теле матери — отдельного полового индивида колонии огнетелок — в яйце формируется недоразвитая бесполая материнская особь — циатозооид, который образует 4 (у большинства Pyrosoma) или много (например, у Pyrosoma vitjasi — около сотни) почек первичных зооидов, называемых асцидиозооидами, а сам дегенерирует еще до выхода асцидиозооидов из яйца. Эти почки появляются на внешнем выросте эктодермы циатозооида — столоне, они имеют общую клоакальную полость и являются колонией асцидиозооидов, которая развивается за счёт яичного желтка, а затем выходит из яйца и тела породившей яйцо матери. После этого у такой колонии для некоторых видов огнетелок сохраняется связь с матерью. Но для большинства видов огнетелок такая связь теряется, у каждого из первичных четырёх асцидиозооидов образуется столон, разделяется на почки и даёт начало новому поколению асцидиозооидов, которые также продолжают бесполое размножение. При этом постройка колонии осуществляется с помощью особых клеток — фороцитов, которые переносят асцидиозооидов к месту их окончательного положения в колонии. В результате дальнейшего индивидуального развития некоторые асцидиозооиды, в том числе уже размножавшиеся до того упомянутым бесполым путём, приобретают половые железы, становясь половыми индивидами, и далее размножаются половым путём.

## Распространение
В большинстве своем сальпы или огнетелки очень теплолюбивы, поэтому встречаются только в экваториальных и тропических водах. Лишь несколько видов живут в полярных районах. К тому же животные эти очень требовательны к солености воды, они обитают только в тех морях и частях океана, где она составляет 33—35 ‰. В Восточном Средиземноморье, где соленость доходит до 40 ‰, а также в местах впадения рек, где она понижена, сальпы и пиросомы не живут.

## Классификация
На февраль 2018 года к отряду относят следующие таксоны до рода включительно:
- Семейство Pyrosomatidae Lahille, 1888
  - Подсемейство Pyrosomatinae Lahille, 1888
    - Род Pyrosoma Péron, 1804 [syn. Dipleurosoma Brooks, 1906]
    - Род Pyrosomella van Soest, 1979

  - Подсемейство Pyrostremmatinae van Soest, 1979
    - Род Pyrostremma Garstang, 1929  [syn. Propyrosoma Ivanova-Kazas, 1962]